# 丹尼爾·穆尼奧斯·德·拉·納瓦
丹尼爾·穆尼奧斯·德·拉·納瓦（Daniel Muñoz de la Nava，1982年1月29日—）是一位西班牙職業網球運動員。

## 外部連結
- 丹尼爾·穆尼奧斯·德·拉·納瓦（英文/西班牙文）的官方資料
- 丹尼爾·穆尼奧斯·德·拉·納瓦的國際網球總會 職業／青少年 官方資料（英文）
- 丹尼爾·穆尼奧斯·德·拉·納瓦的官方資料（英文）